# از مدرنیسم تا پست‌مدرنیسم
کتاب از مدرنیسم تا پست‌مدرنیسم که با ویراستاری و ترجمهٔ عبدالکریم رشیدیان و مترجمان متعدد دیگری از نشر نی منتشر شده است، مجموعه‌ای جامع از متون کلاسیک و معاصر مربوط به مدرنیسم و پست‌مدرنیسم است. این مجموعه با تکیه بر این فرض که دانش‌پژوهان و دانشجویان نمی‌توانند بدون شناختی قبلی از بسط و تکامل مدرنیته به ارزیابی پست‌مدرنیسم بپردازند مباحث کنونی را در متن نقادی مدرنیته از قرن هفدهم به این‌سو قرار داده است. این کتاب که به ترتیب زمانی و موضوعی تنظیم شده است متنی است ایده‌آل برای دانشجویان و عموم خوانندگان، زیرا گستردگی و عمق پوشش این اثر آن را به منبعی غیرقابل چشم‌پوشی برای پژوهش در رشته‌های مختلف فلسفی، ادبی، فرهنگی، نظریهٔ اجتماعی و دینی تبدیل می‌کند. افزوده‌های ویراست جدید دربرگیرندهٔ بیست متن برگزیدهٔ جدید است از چهارده نویسندهٔ غالباً متأخری که بیان‌کننده یا منتقد پست‌مدرنیسم بوده‌اند. ویراستار کتاب، آقای کِهون، استاد فلسفه در دانشگاه بوستون و نویسندهٔ کتاب‌های معضل مدرنیته (۱۹۸۸) و غایات فلسفه (۱۹۹۵) است.

## محتویات کتاب
| فهرست مطالب                                |                                                                                              |                                 |                                          |        |
| یادداشت ویراستار بر ویراست جدید            | یادداشت ویراستار بر ویراست جدید                                                              | یادداشت ویراستار بر ویراست جدید | یادداشت ویراستار بر ویراست جدید          | سیزده  |
| مقدمهٔ ویراستار ترجمهٔ فارسی                 | مقدمهٔ ویراستار ترجمهٔ فارسی                                                                   | مقدمهٔ ویراستار ترجمهٔ فارسی      | مقدمهٔ ویراستار ترجمهٔ فارسی               | پانزده |
| درآمد                                      | درآمد                                                                                        | درآمد                           | درآمد                                    | نوزده  |
| بخش اول. تمدنِ مدرن و منتقدان آن            |                                                                                              |                                 |                                          |        |
| ۱                                          | برگرفته‌ای از تأملاتی درباره‌ی فلسفه‌ اولیٰ                                                      | رُنه دکارت                       | عبدالکریم رشیدیان                        | ۵      |
| ۲                                          | برگرفته‌ای از رساله‌ای در باب طبیعت انسان                                                      | دیوید هیوم                      | محمود صوفیانی                            | ۱۷     |
| ۳                                          | برگرفته‌ای از گفتار درباره‌ی علوم و هنرها                                                      | ژان-ژاک روسو                    | عبدالکریم رشیدیان                        | ۲۵     |
| ۴                                          | برگرفته‌ای از نظریه ی احساسات اخلاقی                                                          | آدام اسمیت                      | مریم خدادادی                             | ۳۵     |
| ۵                                          | در پاسخ به پرسشِ روشن‌گری چیست؟                                                                | ایمانوئل کانت                   | سیروس آرین‌پور                            | ۴۵     |
| ۵                                          | پیش‌گفتار سنجش خرد ناب                                                                        | ایمانوئل کانت                   | میرشمس‌الدین ادیب‌سلطانی                   |        |
| ۶                                          | برگرفته‌ای از تأملاتی درباره‌ی انقلاب در فرانسه                                                | ادموند بِرک                      | عبدالکریم رشیدیان                        | ۶۲     |
| ۷                                          | برگرفته‌ای از طرحی برای یک تابلو تاریخی از پیشرفت‌های ذهنِ بشر                                  | مارکی دوکُندُرسه                  | عبدالکریم رشیدیان                        | ۷۶     |
| ۸                                          | آزادی مطلق و ترور                                                                            | گ.و.ف. هگل                      | عبدالکریم رشیدیان                        | ۸۶     |
| ۹                                          | بورژوازی و پرولتاریا                                                                         | کارل مارکس                      |                                          | ۹۴     |
| ۹                                          | بورژوازی و پرولتاریا                                                                         | فریدریش انگلس                   |                                          | ۹۴     |
| بخش دوم. مدرنیتهٔ تحقق‌یافته                 |                                                                                              |                                 |                                          |        |
| ۱۰                                         | برگرفته‌ای از منشأ انواع                                                                      | چارلز داروین                    | مسعود علیا                               | ۱۱۰    |
| ۱۱                                         | برگرفته‌ای از نقاشِ زندگیِ مدرن                                                                 | شارل بودلر                      | مهتاب بلوکی                              | ۱۲۴    |
| ۱۲                                         | برگرفته‌ای از چگونه تصوراتمان را واضح سازیم                                                   | چارلز ساندرز پیرس               | غلامرضا نظریان                           | ۱۳۳    |
| ۱۳                                         | مردِ دیوانه                                                                                   | فریدریش نیچه                    | لیلا کوچک‌منش                             | ۱۴۴    |
| ۱۳                                         | درباره‌ی تاریخِ طبیعیِ اخلاق                                                                    | فریدریش نیچه                    | داریوش آشوری                             | ۱۴۶    |
| ۱۳                                         | برگرفته‌ای از تبارشناسیِ اخلاق                                                                 | فریدریش نیچه                    | لیلا کوچک‌منش                             | ۱۶۲    |
| ۱۳                                         | برگرفته‌ای از خواستِ قدرت                                                                      | فریدریش نیچه                    | لیلا کوچک‌منش                             | ۱۷۱    |
| ۱۳                                         | در باب حقیقت و دروغ به مفهومی غیراخلاقی                                                      | فریدریش نیچه                    | مراد فرهادپور                            | ۱۷۲    |
| ۱۳                                         | چه‌گونه جهان حقیقی افسانه از کار درآمد                                                        | فریدریش نیچه                    | داریوش آشوری                             | ۱۸۵    |
| ۱۴                                         | بنیاد و بیانیه‌ی فوتوریسم                                                                     | فیلیپو توماسو مارینتّی           | مهتاب بلوکی                              | ۱۸۷    |
| ۱۵                                         | برگرفته‌ای از درس زبان‌شناسی عمومی                                                             | فردینان دو سوسور                | مهتاب بلوکی                              | ۱۹۳    |
| ۱۶                                         | برگرفته‌ای از اخلاق پروتستانی و روح سرمایه‌داری                                                | ماکس وبر                        | عبدالکریم رشیدیان و پریسا منوچهری کاشانی | ۲۰۱    |
| ۱۶                                         | قطعه‌ای از علم به‌مثابه حرفه                                                                   | ماکس وبر                        | محمد اسکندری                             | ۲۱۳    |
| ۱۷                                         | برگرفته‌ای از به‌سوی یک معماریِ جدید                                                            | لو کوربوزیه                     | عبدالکریم رشیدیان                        | ۲۲۱    |
| ۱۸                                         | سخنرانی درباره‌ی اخلاق                                                                        | لودویگ ویتگنشتاین               | عبدالکریم رشیدیان                        | ۲۳۳    |
| ۱۸                                         | برگرفته‌ای از رساله‌ی منطقی-فلسفی                                                              | لودویگ ویتگنشتاین               | عبدالکریم رشیدیان                        | ۲۴۰    |
| ۱۹                                         | برگرفته‌ای از تمدن و ناخرسندی‌های آن                                                           | زیگموند فروید                   | محمد اسکندری                             | ۲۴۲    |
| ۲۰                                         |                                                                                              | ادموند هوسرل                    | کامران ساسانی                            | ۲۴۹    |
| ۲۱                                         |                                                                                              | خوزه اُرتگایی‌گاست                | حسین بشیریه                              | ۲۶۴    |
| ۲۲                                         |                                                                                              | ماکس هورکهایمر                  | عبدالکریم رشیدیان                        | ۲۷۱    |
| ۲۲                                         | تئودور آدورنو                                                                                |                                 | عبدالکریم رشیدیان                        | ۲۷۱    |
| ۲۳                                         |                                                                                              | ژان-پل سارتر                    | مصطفی رحیمی                              | ۲۸۷    |
| ۲۴                                         |                                                                                              | مارتین هایدگر                   | عبدالکریم رشیدیان                        | ۳۰۱    |
| ۲۵                                         |                                                                                              | ژاک لاکان                       | محمدزمان زمانی جمشیدی                    | ۳۳۹    |
| ۲۶                                         |                                                                                              | تامس کوهن                       | محمد شُکری                                | ۳۴۷    |
| ۲۷                                         |                                                                                              | دَنیل بِل                         | محمد شُکری                                | ۳۶۳    |
| بخش سوم. پُست‌مدرنیسم و ارزیابی مجددِ مدرنیته |                                                                                              |                                 |                                          |        |
| پساساختارگرایی فرانسوی                     |                                                                                              |                                 |                                          |        |
| ۲۸                                         |                                                                                              | ژاک دریدا                       | نیکو سرخوش                               | ۳۸۷    |
| ۲۸                                         | افشین جهاندیده                                                                               | ژاک دریدا                       |                                          | ۳۸۷    |
| ۲۸                                         |                                                                                              | ژاک دریدا                       | ۴۱۲                                      |        |
| ۲۹                                         |                                                                                              | میشل فوکو                       | نیکو سرخوش و افشین جهاندیده              | ۴۳۸    |
| ۲۹                                         | ۴۵۸                                                                                          | میشل فوکو                       | نیکو سرخوش و افشین جهاندیده              |        |
| ۳۰                                         |                                                                                              | ژان فرانسوا لیوتار              | کامران ساسانی                            | ۴۶۰    |
| ۳۱                                         |                                                                                              | ژیل دلوز                        | نیکو سرخوش                               | ۴۹۴    |
| ۳۱                                         | فلیکس گتاری                                                                                  | افشین جهاندیده                  |                                          | ۴۹۴    |
| ۳۱                                         |                                                                                              | ژیل دلوز                        | عبدالکریم رشیدیان                        | ۵۱۴    |
| ۳۱                                         | فلیکس گتاری                                                                                  |                                 | عبدالکریم رشیدیان                        | ۵۱۴    |
| اقتباس‌های انتقادی                          |                                                                                              |                                 |                                          |        |
| ۳۲                                         |                                                                                              | کرنل وست                        | سیدعلی اصغری                             | ۵۴۴    |
| ۳۳                                         |                                                                                              | هال فاستر                       | مهدی ساعتچی و عارف دانیالی               | ۵۶۴    |
| ۳۴                                         |                                                                                              | گایاتری چاکراورتی اسپیواک       | مسعود علیا                               | ۵۸۰    |
| ۳۵                                         |                                                                                              | سندرا هاردینگ                   | نیکو سرخوش و افشین جهاندیده              | ۶۲۳    |
| ۳۶                                         |                                                                                              | سوزان بوردو                     | تورج قره‌گزلی                             | ۶۴۵    |
| ۳۷                                         |                                                                                              | آیریس ماریون‌یانگ                | مهران رضایی                              | ۶۷۳    |
| ۳۸                                         |                                                                                              | هنری اِی. ژیرو                   | مرتضی جیریابی                            | ۶۹۵    |
| ۳۹                                         |                                                                                              | جودیت باتلر                     | حمید قاسمی                               | ۷۰۶    |
| فراسوی نقد                                 |                                                                                              |                                 |                                          |        |
| ۴۰                                         |                                                                                              | رابرت ونتوری                    | عبدالکریم رشیدیان                        | ۷۲۸    |
| ۴۱                                         |                                                                                              | ایهاب حسن                       | مهتاب بلوکی                              | ۷۳۹    |
| ۴۲                                         | برگرفته‌ای از "مبادلهٔ نمادین و مرگ"                                                           | ژان بودریار                     | عبدالکریم رشیدیان                        | ۷۶۳    |
| ۴۳                                         | برگرفته‌ای از "سرگردانی: یک نا الهیاتِ پُست‌مدرن"                                                | مارک سی.تیلور                   | محمد شُکری                                | ۷۸۷    |
| ۴۴                                         | همبستگی یا عینیت؟                                                                            | ریچارد رورتی                    | حمید عضدانلو                             | ۸۰۸    |
| ۴۵                                         | برگرفته‌ای از "مرگ معماری مدرن"                                                               | چارلز جنکس                      | عبدالکریم رشیدیان                        | ۸۲۶    |
| ۴۵                                         | برگرفته‌ای از "پست‌مدرنیسم چیست؟"                                                              | چارلز جنکس                      | عبدالکریم رشیدیان                        | ۸۲۸    |
| ۴۶                                         | برگرفته‌ای از "بیانیه‌ای در دفاع از سایبورگ‌ها: علم، تکنولوژی، و فمنیسم سوسیالیستی در دههٔ ۱۹۸۰" | دانا هاراوی                     | فرزاد جابرالانصار                        | ۸۳۸    |
| ۴۷                                         |                                                                                              | دیوید رِی‌گریفن                   | لیلا کوچک‌منش                             | ۸۷۱    |
| ۴۸                                         | برگرفته‌ای از                                                                                 | نیکلاس لومان                    | مریم خدادادی                             | ۸۹۵    |
| ۴۹                                         |                                                                                              | دیوید هال                       | حسین بشیریه                              | ۹۲۴    |
| مقاومت‌ها و بدیل‌ها                          |                                                                                              |                                 |                                          |        |
| ۵۰                                         | معنا و جهت-معنا                                                                              | امانوئل لویناس                  | مسعود علیا                               | ۹۳۸    |
| ۵۱                                         | طبیعی‌سازی معرفت‌شناسی                                                                         | دبلیو. وی. کواین                | مریم خدادادی                             | ۹۷۲    |
| ۵۲                                         | فضایل، وحدتِ حیاتِ بشری و مفهومِ سنّت                                                            | السیدر مک‌اینتایر                | محمد شُکری                                | ۹۸۹    |
| ۵۳                                         | برگرفته‌ای از "منطق فرهنگی سرمایه‌داری متأخر"                                                  | فردریک جیمسون                   | عبدالکریم رشیدیان                        | ۱۰۱۲   |
| ۵۴                                         | راه برون‌رفتی از فلسفهٔ سوژه: خِرَد ارتباطی در مقابل خِرَ سوژه-محور                                | یورگن هابرماس                   | حسین بشیریه                              | ۱۰۲۹   |
| ۵۵                                         | آیا هنوز حرفی برای گفتن دربارهٔ واقعیت و صدق وجود دارد؟                                       | هیلاری پاتنم                    | حسن فتح‌زاده                              | ۱۰۵۸   |
| کتاب‌شناسیِ گزیده                            | کتاب‌شناسیِ گزیده                                                                              | کتاب‌شناسیِ گزیده                 | کتاب‌شناسیِ گزیده                          | ۱۰۷۵   |
| نمایه                                      | نمایه                                                                                        | نمایه                           | نمایه                                    | ۱۰۸۳   |